# PöttömMag Tilda
A PöttömMag Tilda (eredeti cím: Tilda Apfelkern) 2016-ban bemutatott német televíziós 2D-s számítógépes animációs sorozat, amelynek a rendezője Konrad Weise, az írója Ishel Eichler. Magyarországon az M2 sugározza.
A sorozat Andreas H. Schmachtl könyvei alapján készült,.

## Szereplők
Tilda 
Molly
Rupert
Edna
Csigusz
Robin

## Magyar változat[1]
Magyar szöveg: Kozma Borbála
Szinkronrendező: Ambrus Zsuzsa
A szinkron az MTVA megbízásából a Mahir Stúdió-ban (1. évad) és a JimJam megbízásából a Direct Dub Studios-ban (2. évad) készült.
Magyar hangok
- Balsai Mónika (1. évad), Kiss Virág (2. évad) – Tilda
- Berecz Kristóf Uwe – Billy
- Gulás Fanni – Rozi
- Molnár Levente – Robin
- Nemes Takách Kata – Edna
- Rátonyi Hajni – Emily nagynéni
- Ruttkay Laura – Molly
- Széles Tamás – Mesélő
- Törköly Levente – Süni
- Vida Bálint – Benny
- Welker Gábor – Ferdinánd

## Epizódok

### 1. évad
| #   | #   | Eredeti cím             | Magyar cím                        | Eredeti premier    | Magyar premier    |
| --- | --- | ----------------------- | --------------------------------- | ------------------ | ----------------- |
| 1.  | 1.  | Tilda näht um die Wette | A kézimunka verseny története     | 2016. november 18. | 2018. január 13.  |
| 2.  | 2.  | Das Winterschlaf        | A téli álom története             | 2016. november 19. | 2018. január 13.  |
| 3.  | 3.  | Tilda hat Pech          | Péntek tizenharmadika története   | 2016. november 20. | 2018. január 14.  |
| 4.  | 4.  | Tilda hebt ab           | Tilda repülésének története       | 2016. november 21. | 2018. január 14.  |
| 5.  | 5.  | Der igel ist krank      | Süni rossz napjának története     | 2016. november 22. | 2018. január 20.  |
| 6.  | 6.  | Ei gefunden             | A talált tojás története          | 2016. november 23. | 2018. január 20.  |
| 7.  | 7.  | Tilda malt ein Schaf    | Birkatörténet                     | 2016. november 24. | 2018. január 21.  |
| 8.  | 8.  | Tilda macht Geschenke   | Az ajándékok története            | 2016. november 25. | 2018. január 21.  |
| 9.  | 9.  | Das Drinnen-Picknick    | Egy csodás kirándulás története   | 2016. november 26. | 2018. január 27.  |
| 10. | 10. | Zwei Vögel und ein Wurm | A vetélkedő vörösbegyek története | 2016. november 27. | 2018. január 27.. |
| 11. | 11. | Zwei Vögel und ein Wurm | A náthás birka története          | 2016. november 28. | 2018. január 28.  |
| 12. | 12. | Der Trompetenunterricht | A trombitaszó története           | 2016. november 30. | 2018. január 28.  |
| 13. | 13. | Die Schatzsuche         | A kincsvadászat története         | 2016. december 1.  | 2018. február 3.  |

### 2. évad
| #   | #   | Eredeti cím              | Magyar cím                        | Eredeti premier   | Magyar premier     |
| --- | --- | ------------------------ | --------------------------------- | ----------------- | ------------------ |
| 14. | 1.  | Das geheime Kuchenrezept | A titkos recept története         | 2017. március 28. | 2018. február 3.   |
| 15. | 2.  | Der Babysitter Igel      | Süni mókusőrzésének története     | 2017. március 29. | 2018. február 4.   |
| 16. | 3.  | Das gruselige Hörspiel   | A félelmetes hangjáték története  | 2017. március 30. | 2018. február 4.   |
| 17. | 4.  | Der Brillentausch        | A szembekötősdi története         | 2017. március 31. | 2018. február 10.  |
| 18. | 5.  | Molly in Schwierigkeiten | A torkosság története             | 2017. április 1.  | 2018. február 10.  |
| 19. | 6.  | Spuk im Heckenrosenweg   | A Vadrózsa úton                   | 2017. április 2.  | 2018. február 11.  |
| 20. | 7.  | Urlaub im Heckenrosenweg | A Vadrózsa úti nyaralás története | 2017. április 3.  | 2018. február 11.  |
| 21. | 8.  | Schnecki vermisst        | Csigusz, a megmentő               | 2017. április 4.  | 2018. február 17.  |
| 22. | 9.  | Robins Morgenlied        | A pirkadat varázsának története   | 2017. április 5.  | 2018. február 17.  |
| 23. | 10. | Eine Nacht im Wald       | Az erdei kiruccanás története     | 2017. április 6.  | 2018. február 18.. |
| 24. | 11. | Der rätselhafte Igel     | Süni titkának története           | 2017. április 7.  | 2018. február 18.  |
| 25. | 12. | Pension Apfelkern        | A PöttömMag Panzió története      | 2017. április 8.  | 2018. február 24.  |
| 26. | 13. | Die neue Kirchenmaus     | A templom új egerének története   | 2017. április 9.  | 2018. február 24.  |